# Episodi di Mom (sesta stagione)
La sesta stagione della sitcom Mom, composta da 22 episodi, è stata trasmessa in prima visione assoluta negli Stati Uniti da CBS dal 27 settembre 2018 al 9 maggio 2019.
In Italia la stagione è andata in onda su Joi dal 13 marzo al 22 maggio 2019. In chiaro è stata trasmessa in onda su Italia 1 dal 22 settembre 2021.
| nº | Titolo originale                           | Titolo italiano                       | Prima TV USA      | Prima TV Italia |
| -- | ------------------------------------------ | ------------------------------------- | ----------------- | --------------- |
| 1  | Pre-Washed Lettuce and a Mime              | Nuove montagne da scalare             | 27 settembre 2018 | 13 marzo 2019   |
| 2  | Go-Go Boots and a Butt Cushion             | Cetrioli e sottaceti                  | 4 ottobre 2018    | 13 marzo 2019   |
| 3  | Ambulance Chasers and a Babbling Brook     | La cocca della maestra                | 11 ottobre 2018   | 20 marzo 2019   |
| 4  | Big Sauce and Coconut Water                | Il grande cuore di Bonnie             | 18 ottobre 2018   | 20 marzo 2019   |
| 5  | Flying Monkeys and a Tank of Nitrous       | Le ceneri di Victor                   | 25 ottobre 2018   | 27 marzo 2019   |
| 6  | Cottage Cheese and a Weird Buzz            | Ristrutturazione interna              | 1º novembre 2018  | 27 marzo 2019   |
| 7  | Puzzle Club and a Closet Party             | Il Club del Puzzle                    | 8 novembre 2018   | 3 aprile 2019   |
| 8  | Jell-O Shots and the Truth about Santa     | La madre di tutti i problemi          | 15 novembre 2018  | 3 aprile 2019   |
| 9  | Pork Loin and a Beat Up Monte Carlo        | Dente per dente                       | 29 novembre 2018  | 10 aprile 2019  |
| 10 | Flamingos and a Dance-Based Exercise Class | Un vizio tira l’altro                 | 6 dicembre 2018   | 10 aprile 2019  |
| 11 | Foot Powder and Five Feet of Vodka         | Finché bar non ci separi              | 13 dicembre 2018  | 17 aprile 2019  |
| 12 | Hacky Sack and a Beautiful Experience      | Voglio un abbraccio!                  | 10 gennaio 2019   | 17 aprile 2019  |
| 13 | Big Floor Pillows and a Ball of Fire       | Un nuovo investitore                  | 17 gennaio 2019   | 24 aprile 2019  |
| 14 | Kalamazoo and a Bad Wedge of Brie          | Allarme: uomo in vista                | 31 gennaio 2019   | 24 aprile 2019  |
| 15 | Sparkling Banter and a Failing Steel Town  | Il giorno di San Valentino            | 14 febbraio 2019  | 1º maggio 2019  |
| 16 | Skippy and the Knowledge Hole              | Mamme distratte e figlie intrattabili | 21 febbraio 2019  | 1º maggio 2019  |
| 17 | A Dark Closet and Therapy with Horses      | Deficit d’attenzione                  | 7 marzo 2019      | 8 maggio 2019   |
| 18 | Soup Town and a Little Blonde Mongoose     | Istinto materno                       | 4 aprile 2019     | 8 maggio 2019   |
| 19 | Lumbar Support and Old Pork                | Auto nuove e amicizie rovinate        | 18 aprile 2019    | 15 maggio 2019  |
| 20 | Triple Dip and an Overhand Grip            | Redenzioni e rivelazioni              | 25 aprile 2019    | 15 maggio 2019  |
| 21 | Fingers Guns and a Beef Bourguignon        | La sottile arte del procrastinare     | 2 maggio 2019     | 22 maggio 2019  |
| 22 | Crazy Hair and a Teeny Tiny Part of Canada | Cerimonie sobrie e sobri anniversari  | 9 maggio 2019     | 22 maggio 2019  |

## Nuove montagne da scalare
- Diretto da: James Widdoes
- Storia di: Nick Bakay & Gemma Baker & Alissa Neubauer
- Teleplay di: Warren Bell & Marco Pennette & Adam Chase

### Trama
Christy ha difficoltà a destreggiarsi tra il carico di lavoro della scuola di legge, il suo lavoro al ristorante e andare alle riunioni. Lei pensa di lasciare la scuola fino a quando un nuovo partecipante agli AA (Alcolisti Anonimi) non darà la sua prospettiva sul superamento degli ostacoli. Altrove, Adam dà a Bonnie il permesso di pianificare il loro matrimonio come desidera, ma presto si rende conto che lei vuole che lui sia coinvolto.

## Cetrioli e sottaceti
- Diretto da: James Widdoes
- Storia di: Warren Bell & Britté Anchor
- Teleplay di: Gemma Baker & Alissa Neubauer & Sheldon Bull

### Trama
Con pochissimo tempo nella sua vita per terminare gli studi, Christy pensa di lasciare i Giocatori Anonimi, pensando di non averne bisogno perché ha avuto solo tre incidenti nella sua vita. Bonnie non è d'accordo con sua figlia, e la sua affermazione risulta essere corretta quando Christy ottiene un assegno di 5000 dollari per le spese accessorie come parte del suo prestito studentesco e si ritrova in un parcheggio del casinò.

## La cocca della maestra
- Diretto da: James Widdoes
- Storia di: Gemma Baker & Alissa Neubauer
- Teleplay di: Warren Bell & Sheldon Bull & Britté Anchor

### Trama
Bonnie cerca di ingannare Adam nella scelta del luogo all'aperto che desidera per il suo matrimonio mostrandogli una vecchia fabbrica di barili come alternativa, ma l’idea le si ritorce contro. Sebbene Adam accetti il sito del matrimonio di Bonnie, usa i risparmi di una vita per comprare la fabbrica di barili con la speranza di trasformarlo in un bar. Nel frattempo, Christy impara a conoscere la sua dura professoressa di legge, Natalie (Constance Zimmer), la quale si rivela una compagna di alcol.

## Il grande cuore di Bonnie
- Diretto da: James Widdoes
- Storia di: Nick Bakay & Sheldon Bull & Susan McMartin
- Teleplay di: Anne Flett-Giordano & Michael Shipley & Britté Anchor

### Trama
Dopo la liberazione di Tammy, Bonnie la invita a rimanere nell'appartamento invece di andare in una comunità di recupero. Mentre Tammy lotta per integrarsi nella società libera, inizia a influenzare coloro che la circondano, in particolare Christy e Adam.
- Guest star: Kristen Johnston (Tammy Diffendorf)

## Le ceneri di Victor
- Diretto da: James Widdoes
- Storia di: Marco Pennette & Anne Flett-Giordano & Michael Shipley
- Teleplay di: Nick Bakay & Adam Chase & Susan McMartin

### Trama
Il marito di Marjorie, Victor, muore dopo un altro infarto, eppure lei non sembra turbata come Christy pensa che dovrebbe essere. Marjorie in seguito ammette che il suo primo sentimento dopo la morte di Victor fu il sollievo, e si rimprovera per questo. Wendy le dice che quando qualcuno muore dopo essere stato malato a lungo, i parenti spesso piangono per loro quando sono in vita e non quando muoiono. Marjorie alla fine si lascia andare in un pianto liberatorio mentre tiene in braccio il gatto preferito di Victor.

## Ristrutturazione interna
- Diretto da: James Widdoes
- Storia di: Nick Bakay & Adam Chase & Susan McMartin
- Teleplay di: Marco Pennette & Anne Flett-Giordano & Michael Shipley

### Trama
Quando Tammy inizia un progetto di miglioramento domestico nell'appartamento, Christy passa del tempo a casa di Jill per portare a termine gli studi in pace. Tuttavia, Christy si arrabbia quando vede cosa fa Jill con il denaro che le sta restituendo per pagare il debito di gioco che ha nei confronti di Jill. Nel frattempo, Adam si preoccupa per la nuova mania di Bonnie di farsi dei tatuaggi, chiede consiglio a Marjorie che lo invita a frequentare i gruppi Al-Anon.

## Il Club del Puzzle
- Diretto da: James Widdoes
- Storia di: Sheldon Bull & Britté Anchor
- Teleplay di: Gemma Baker & Warren Bell & Alissa Neubauer

### Trama
Christy e Wendy acconsentono ad aiutare Jill a ripulire il suo enorme stanza-armadio con la speranza di accaparrarsi alcuni capi, ma nel farlo Jill si ricorda di tutti i fallimenti collegati ai suoi capi d’abbigliamento. Altrove, Bonnie invita una solitaria Marjorie a trascorrere del tempo nell'appartamento, dove fanno un puzzle con Tammy. Vedendo Marjorie triste per la mancanza di Victor, Bonnie suggerisce che Tammy si trasferisca da lei.

## La madre di tutti i problemi
- Diretto da: James Widdoes
- Storia di: Susan McMartin & Anne Flett-Giordano
- Teleplay di: Gemma Baker & Adam Chase & Sheldon Bull

### Trama
Uno dei partner dello studio di Christy menziona un podcast che ascolta sull'incubo di tutte le madri. Christy decide di ascoltarlo e apprende che è Violet che parla di lei. Christy appare nel podcast per condividere il suo punto di vista, ma non basta per riconciliarsi con Violet. Altrove, la serata di apertura del bar di Adam non ha molto successo dopo che Bonnie ha invitato un gruppo di colleghi membri degli Alcolisti Anonimi.

## Dente per dente
- Diretto da: James Widdoes
- Storia di: Warren Bell & Alissa Neubauer
- Teleplay di: Nick Bakay & Marco Pennette & Britté Anchor

### Trama
Christy usa le esperienze passate per confrontarsi con il miglior studente della sua classe in un processo simulato, con la speranza di ottenere uno stage estivo con uno studio legale locale. Anche se Christy vince il caso, lo stage va comunque al suo avversario, ma il rappresentante dello studio legale sorprende poi Christy offrendole una posizione a pagamento per l’estate successiva. Nel frattempo, Tammy subisce una chirurgia dentale che la lascia soffrire, costringendo Bonnie a gestire i suoi farmaci antidolorifici.

## Un vizio tira l’altro
- Diretto da: James Widdoes
- Storia di: Gemma Baker & Adam Chase & Susan McMartin
- Teleplay di: Sheldon Bull & Anne Flett-Giordano & Michael Shipley

### Trama
Dopo aver preso una sigaretta dallo Chef Rudy, Christy si ritrova a sviluppare la sua vecchia abitudine al fumo. Altrove, Tammy va al suo primo appuntamento da quando è uscita di prigione, ma riceve consigli contrastanti da Bonnie e Jill.

## Finché bar non ci separi
- Diretto da: James Widdoes
- Storia di: Marco Pennette & Alissa Neubauer & Britté Anchor
- Teleplay di: Nick Bakay & Warren Bell & Susan McMartin

### Trama
Quando le ragazze degli Alcolisti Anonimi decidono di partecipare a uno scambio segreto di regali si Natale, Christy fa di tutto per sorprendere e deliziare Wendy. Nel frattempo, Bonnie cerca di aiutare Tammy a trovare un lavoro e impedirle di essere rimandata in prigione, mentre Adam cerca di nascondere a Bonnie il fatto che il suo bar stia perdendo soldi.

## Voglio un abbraccio!
- Diretto da: James Widdoes
- Storia di: Sheldon Bull & Anne Flett-Giordano
- Teleplay di : Gemma Baker & Adam Chase & Michael Shipley

### Trama
Marjorie, Jill, Wendy e Christy fanno un viaggio per andare ad incontrare una santona indiana che è famosa per il suo abbraccio terapeutico, ma l'abitudine al fumo di Christy, avendo lei i biglietti, fa perdere loro l’occasione. Nel frattempo, Bonnie e Adam cercano di inventare idee per salvare il bar dal disastro finanziario.

## Un nuovo investitore
- Diretto da: James Widdoes
- Storia di: Warren Bell & Adam Chase & Michael Shipley
- Teleplay di: Nick Bakay & Susan McMartin & Anne Flett-Giordano

### Trama
L'amico di Adam, Mitch, è in città per fare ammenda a Christy e Bonnie, che accettano a malincuore le sue scuse. Mitch sostiene di essere sobrio, dicendo che ha causato la sua rottura con Leanne quando si è rifiutata di smettere di bere. Ma alla sua prima visita al bar di Adam, Mitch è tornato ai suoi vecchi modi.

## Allarme: uomo in vista
- Diretto da: James Widdoes
- Storia di: Nick Bakay & Warren Bell & Susan McMartin
- Teleplay di: Marco Pennette & Alissa Neubauer & Britté Anchor

### Trama
In seguito all’intrusione di un ladro a casa di Jill, un agente di polizia di nome Andy viene incaricato di sorvegliare il posto per alcuni giorni. Nonostante le loro differenze, i due divorziati legano e Jill inizia a divertirsi con Andy in giro. Nel frattempo, Christy diventa frustrata quando Nora non offre molte convalide della loro relazione sponsor-sponsor.

## Il giorno di San Valentino
- Diretto da: James Widdoes
- Storia di: Alissa Neubauer & Britté Anchor
- Teleplay di: Gemma Baker & Marco Pennette & Adam Chase

### Trama
A una cena di San Valentino con Bonnie, Christy si lamenta della sua vita amorosa vuota e incolpa la madre per la sua mancanza di fiducia negli uomini. Jill va ad un primo appuntamento con Andy, ma Andy in seguito se ne va dopo aver sentito Jill dire ad una delle sue amiche dell'alta società che Andy è solo la sua guardia di sicurezza e non un appuntamento. Tammy fa sesso per la prima volta in sette anni mentre cavalca con Yuri.

## Mamme distratte e figlie intrattabili
- Diretto da: James Widdoes
- Storia di: Gemma Baker & Marco Pennette
- Teleplay di: Alissa Neubauer & Sheldon Bull & Britté Anchor

### Trama
Quando Christy riceve il conto della sua carta di credito e vede quanto ha speso per le sigarette, cerca di smettere, rendendola irritabile e insopportabile per il resto del gruppo. Tammy incoraggia Bonnie a sostenere l'esame GED (General Educational Development, in italiano tradotto letteralmente come Verifiche di Sviluppo Educativo Generale) con lei, ma Bonnie fallisce. Dopo che Bonnie descrive al gruppo come si è sentita durante il test, Wendy suggerisce che potrebbe avere il disturbo da deficit dell’attenzione.

## Deficit d’attenzione
- Diretto da: James Widdoes
- Storia di: Sheldon Bull & Anne Flett-Giordano & Michael Shipley
- Teleplay di: Nick Bakay & Warren Bell & Susan McMartin

### Trama
Mentre aiuta Adam al bar durante la maratona di March Madness, l’attenzione di Christy viene catturata da un gruppo di ragazzi che usano le app telefoniche per scommettere su ogni aspetto delle partite. Anche se Christy non fa alcuna scommessa da sola, dispensa suggerimenti su chi scommettere ai ragazzi, costringendola a chiedere al suo sponsor se conta come gioco d'azzardo. Nel frattempo, Bonnie ha le sue prime sessioni con il suo psicologo specializzato in ADHD.

## Istinto materno
- Diretto da: Rebecca Ancheta Blum
- Storia di: Gemma Baker & Adam Chase & Sheldon Bull
- Teleplay di: Anne Flett-Giordano & Michael Shipley & Britté Anchor

### Trama
Bonnie ha la possibilità di andare con Adam ad un concerto degli Eagles, ma la sfida di essere una madre per la figlia malata, che ha un brutto caso di influenza, è irresistibile per Bonnie, la quale rinuncia al concerto per prendersi cura di Christy. Nel frattempo, Jill, Marjorie, Wendy e Tammy notano un cambiamento nella loro dinamica di gruppo con le Plunketts assenti.

## Auto nuove e amicizie rovinate
- Diretto da: James Widdoes
- Storia di: Nick Bakay & Warren Bell & Maria Espada Pearce
- Teleplay di: Marco Pennette & Alissa Neubauer & Susan McMartin

### Trama
Christy e Bonnie sono sorprese di aprire il frigorifero e trovare cibo in abbondanza e di marca, che Adam dice di aver comprato perché il bar sta andando bene. Adam sorprende Bonnie con una nuova auto presso la concessionaria Baxter, ma Bonnie la rifiuta perché la sua esperienza pluridecennale le dice che la fortuna non dura mai. Altrove, Tammy incoraggia Christy ad andare ad un appuntamento con il cugino di Yuri, Sergei. A Christy piace il ragazzo finché non lo vede coinvolto in qualche attività criminale, che teme possa influenzare lo stato di libertà condizionale di Tammy. Dopo che Christy condivide le sue preoccupazioni con Yuri, lui rompe con Tammy.

## Redenzioni e rivelazioni
- Diretto da: James Widdoes
- Storia di: Marco Pennette & Alissa Neubauer & Michael Shipley
- Teleplay di: Nick Bakay & Sheldon Bull & Susan McMartin

### Trama
Bonnie e Tammy fanno un viaggio nella loro vecchia casa adottiva per fare ammenda alla loro ex madre affidataria, Claire. Vedendo che Claire preferisce Tammy, Bonnie la affronta, viene così a scoprire un segreto sul tormentato passato di Tammy. Nel frattempo, mentre Marjorie e Wendy partecipano a un'opera teatrale nel centro per anziani, Christy e Jill accettano un appuntamento con un paio di uomini del loro incontro del martedì. Mentre le due donne tornano dall’appuntamento, l'auto di Christy viene fermata da Andy, che si riappacifica con Jill.

## La sottile arte del procrastinare
- Diretto da: James Widdoes
- Storia di: Gemma Baker & Britté Anchor & Chelsea Myers
- Teleplay di: Warren Bell & Anne Flett-Giordano & Adam Chase

### Trama
Nonostante possegga una nuova auto e non sappia cosa farsene della vecchia, Bonnie sta procrastinando nel provare a venderla, arrabbiandosi con Adam "colpevole" di non essere attento ai suoi bisogni. Il suo terapista ADD, Trevor, cerca di convincere Bonnie che l'auto rappresenta il suo vecchio sé, da cui ha preso le distanze ma esita a lasciarsi alle spalle. Nel frattempo, Christy è infastidita dal fatto che il suo nuovo incarico legale comporti un lavoro che non la coinvolga e che venga ignorata relegata da un giovane socio a fare fotocopie, ma in seguito Christy ha una brillante idea sul caso, che il giovane socio le ruba.

## Cerimonie sobrie e sobri anniversari
- Diretto da: James Widdoes
- Storia di: Warren Bell & Michael Shipley & Britté Anchor
- Teleplay di: Gemma Baker & Adam Chase & Anne Flett-Giordano

### Trama
Nel giorno del suo "sobrio compleanno" di sei anni, Christy è sconvolta dopo aver appreso che Nora si trasferisce a Minneapolis e non può più essere il suo sponsor. Altrove, Adam e Bonnie si recano a Reno per prendere un jukebox vintage per il bar, e discutono sulla riluttanza di Bonnie a fissare una data per il matrimonio. Bonnie quindi accetta con rabbia di sposare Adam immediatamente in una cappella di Reno, cosa che sconvolge ulteriormente Christy quando i due ritornano. Christy si lamenta che sua madre l'abbia tagliata fuori da una cosa meravigliosa mentre altre volte in cui capitano esperienze terribili la renda partecipe. Più tardi tutti si radunano al bar per una celebrazione molto più bella, e Christy chiede a Marjorie se vuole tornare a essere il suo sponsor.